# Гир, Ричард
Ри́чард Ти́ффани Гир (англ. Richard Tiffany Gere; род. 31 августа 1949[…], Филадельфия, Пенсильвания) — американский актёр кино и телевидения. Лауреат премии «Золотой глобус» (2003) и номинант на премию «Эмми».

## Биография

### Ранние годы
Родился 31 августа в Филадельфии (штат Пенсильвания). Отец — Гомер Джордж Гир, страховой агент; мать — Дорис Энн Гир (при рождении Тиффани), домохозяйка. Ричард — второй из пяти детей в семье. Имеет ирландские, шотландские, английские  и монгольские корни, оба его родителя были потомками пассажиров судна «Мейфлауэр». Вырос будущий актёр в Сиракьюсе (Нью-Йорк).
В 1967 году окончил центральную старшую школу северного Сиракьюса, где имел успехи в гимнастике. Он получил стипендию по гимнастике, по которой посещал Массачусетский университет в Амхерсте, где на протяжении двух лет изучал философию, однако так и не окончил его.

### Личная жизнь
С 12 декабря 1991 по 1 декабря 1995 года Гир был женат на модели и актрисе Синди Кроуфорд.
C 9 ноября 2002 по 18 октября 2016 года был женат на актрисе и модели Кэри Лоуэлл. У них есть сын Гомер Джеймс Джигми Гир (род. 6 февраля 2000 года).
С апреля 2018 года женат на публицистке Алехандре Сильва, с которой встречался три года до их свадьбы. У супругов есть сын Александр Гир (род.11.02.2019). Их второй сын родился в апреле 2020 года.
Является членом Американского комитета за мир на Кавказе.
Практикует буддизм.
В 2004 году в рамках фестиваля «Тибет: Традиции. Искусство. Философия» в Москве галерея Врублевской представила персональную выставку фоторабот Ричарда Гира «Паломник», которую он открыл лично.

## Карьера
В 1974 году Гир вместе с молодым Сильвестром Сталлоне должен был сниматься в фильме «Лорды из Флэтбуша» — низкобюджетной американской картине о банде. Гир был утверждён на роль Чико, но в процессе работы между ним и Сталлоне происходили постоянные стычки, один раз перешедшие в драку. В результате режиссёр заменил Гира на Перри Кинга. Взаимоотношения Гира и Сталлоне обыгрываются в фильме «Красотка».
Гир наиболее известен по ролям в фильмах «В поисках мистера Гудбара» (1977), «Дни жатвы» (1978), «Американский жиголо» (1980), «Офицер и джентльмен» (1982), «Клуб „Коттон“» (1984), «Красотка» (1990), «Первобытный страх» (1996), «Чикаго» (2002), «Меня там нет» (2007) и «Хатико: Самый верный друг» (2009).
Гир получил «Золотой глобус» за роль Билли Флинна в фильме «Чикаго», а также был номинирован на эту премию за роли в фильмах «Офицер и джентльмен», «Красотка» и «Порочная страсть» (2012). За роль в телефильме «Затянувшаяся музыка» (1994) он получил номинацию на премию «Эмми» за лучшую мужскую роль второго плана в мини-сериале или фильме.
Актёр Ричард Гир покидает США и переезжает жить в Испанию.

## Фильмография
| Год  |    | Русское название                         | Оригинальное название                                         | Роль                        |
| ---- | -- | ---------------------------------------- | ------------------------------------------------------------- | --------------------------- |
| 1973 | тф | Челси Ди Эйч О                           | Chelsea D.H.O.                                                | Майло                       |
| 1975 | ф  | Доклад для следователя                   | Report to the Commissioner                                    | Билли                       |
| 1975 | тф | Ударные силы                             | Strike Force                                                  | Уолтер Спенсер              |
| 1976 | ф  | Парень из морской пехоты                 | Baby Blue Marine                                              | Рейдер                      |
| 1976 | с  | Коджак                                   | Kojak                                                         | Джино Папас                 |
| 1977 | ф  | В поисках мистера Гудбара                | Looking For Mr.Goodbar                                        | Тони Ло Порто               |
| 1978 | ф  | Дни жатвы                                | Days of Heaven                                                | Билл                        |
| 1978 | ф  | Братья по крови                          | Bloodbrothers                                                 | Томас «Стоуни» Де Коко      |
| 1979 | ф  | Янки                                     | Yanks                                                         | Мэтт Дайсон                 |
| 1980 | ф  | Американский жиголо                      | American Gigolo                                               | Джулиан Кей                 |
| 1982 | ф  | Офицер и джентльмен                      | An Officer and a Gentleman                                    | Зак Майо                    |
| 1983 | ф  | На последнем дыхании                     | Breathless                                                    | Джесси                      |
| 1983 | ф  | Почётный консул                          | The Honorary Consul                                           | доктор Эдуардо Пларр        |
| 1984 | ф  | Клуб «Коттон»                            | The Cotton Club                                               | Дикси Дуайр                 |
| 1985 | ф  | Царь Давид                               | King David                                                    | Давид                       |
| 1986 | ф  | Власть                                   | Power                                                         | Пит Сент-Джон               |
| 1986 | ф  | Никакой пощады                           | No Mercy                                                      | Эдди Джиллетт               |
| 1988 | ф  | Вдали от дома                            | Miles from Home                                               | Фрэнк Робертс-младший       |
| 1990 | ф  | Внутреннее расследование                 | Internal Affairs                                              | Деннис Пек                  |
| 1990 | ф  | Красотка                                 | Pretty Woman                                                  | Эдвард Льюис                |
| 1991 | ф  | Августовская рапсодия                    | Rhapsody in August                                            | Кларк                       |
| 1992 | ф  | Окончательный анализ                     | Final Analysis                                                | доктор Айзек Барр           |
| 1993 | ф  | Соммерсби                                | Sommersby                                                     | Джон «Джек» Соммерсби       |
| 1993 | тф | Затянувшаяся музыка                      | And The Band Played On                                        | хореограф                   |
| 1993 | ф  | Мистер Джонс                             | Mr. Jones                                                     | мистер Джонс                |
| 1994 | ф  | На перепутье                             | Intersection                                                  | Винсент Истмен              |
| 1995 | ф  | Первый рыцарь                            | First Knight                                                  | Ланселот                    |
| 1996 | ф  | Первобытный страх                        | Primal Fear                                                   | Мартин Вейл                 |
| 1997 | ф  | Красный угол                             | Red Corner                                                    | Джек Мур                    |
| 1997 | ф  | Шакал                                    | The Jackal                                                    | Деклан Джозеф Малкуин       |
| 1999 | ф  | Сбежавшая невеста                        | Runaway Bride                                                 | Айк Грэм                    |
| 2000 | ф  | Осень в Нью-Йорке                        | Autumn in New York                                            | Уилл Кин                    |
| 2000 | ф  | Доктор Ти и его женщины                  | Dr. T & the Women                                             | доктор Ти                   |
| 2001 | мс | Симпсоны                                 | The Simpsons                                                  | в роли самого себя          |
| 2002 | ф  | Человек-мотылёк                          | The Mothman Prophecies                                        | Джон Клайн                  |
| 2002 | ф  | Неверная                                 | Unfaithful                                                    | Эдвард Самнер               |
| 2002 | ф  | Чикаго                                   | Chicago                                                       | Билли Флинн                 |
| 2003 | с  | —                                        | Freedom: A History of US                                      | Ллойд Стейли / Патрик Генри |
| 2004 | ф  | Давайте потанцуем                        | Shall We Dance                                                | Джон Кларк                  |
| 2005 | ф  | Игра слов                                | Bee Season                                                    | Сол                         |
| 2006 | ф  | Мистификация                             | The Hoax                                                      | Клиффорд Ирвинг             |
| 2007 | ф  | Паства                                   | The Flock                                                     | Эррол Бэббидж               |
| 2007 | ф  | Охота Ханта                              | The Hunting Party                                             | Саймон Хант                 |
| 2007 | ф  | Меня там нет                             | I’m Not There                                                 | Билли                       |
| 2008 | ф  | Ночи в Роданте                           | Nights in Rodanthe                                            | Пол Фланнер                 |
| 2009 | ф  | Бруклинские полицейские                  | Brooklyn’s Finest                                             | Эдди Дуган                  |
| 2009 | ф  | Хатико: Самый верный друг                | Hachiko: A Dog’s Story                                        | Паркер Уилсон               |
| 2009 | ф  | Амелия                                   | Amelia                                                        | Джордж Патнем               |
| 2011 | ф  | Двойной агент                            | The Double                                                    | Пол Шефердсон               |
| 2012 | ф  | Порочная страсть                         | Arbitrage                                                     | Роберт Миллер               |
| 2013 | ф  | Муви 43                                  | Movie 43                                                      | босс                        |
| 2014 | с  | Космос: пространство и время             | Cosmos: A Spacetime Odyssey                                   | Клэр Паттерсон              |
| 2014 | мф | Генри и я                                | Henry & Me                                                    | Генри                       |
| 2014 | ф  | Перерыв на бездумье                      | Time Out of Mind                                              | Джордж                      |
| 2015 | ф  | Отель «Мэриголд». Заселение продолжается | The Second Best Exotic Marigold Hotel                         | Гай Чемберс                 |
| 2015 | ф  | Благодетель                              | The Benefactor                                                | Фрэнсис                     |
| 2016 | ф  | Стратегия Оппенгеймера                   | Norman: The Moderate Rise and Tragic Fall of a New York Fixer | Норман Оппенгеймер          |
| 2017 | ф  | Ужин                                     | The Dinner                                                    | Стэн Ломан                  |
| 2017 | ф  | Состояние рассудка                       | Three Christs                                                 | доктор Алан Стоун           |
| 2019 | с  | МатьОтецСын                              | MotherFatherSon                                               | Макс Финч                   |
| 2023 | ф  | Знакомство родителей                     | Maybe I Do                                                    | Говард                      |
| 2024 | ф  | О, Канада                                | Oh, Canada                                                    | Леонард Файф                |
| 2024 | с  | Агентство                                | The Agency                                                    | Боско                       |

### на английском языке
- Richard Gere (Photographer) and Dalai Lama (Foreword) (1999). Pilgrim. Bulfinch Press, 143 pages. ISBN 978-0-8212-2322-2

- Carrick, Peter (2001). Richard Gere. Robert Hale Ltd., 192 pages. ISBN 978-0-7090-5798-7
- Davis, Judith (1983). Richard Gere: An Unauthorized Biography. Signet, 190 pages. ISBN 978-0-4511-2682-5
- Nigro, Nicholas (2014). The Spirituality of Richard Gere. Backbeat, 104 pages. ISBN 978-1-4803-5547-7
- Parker, John (1995). Richard Gere: The Flesh and the Spirit. Headline Book Publishing, 288 pages. ISBN 978-0-7472-1558-5